# Lê Quảng Chí
Lê Quảng Chí (黎廣志, 1451-1533) hiệu là Hoành Sơn tiên sinh, là Danh thần đời vua Lê Thánh Tông, nhà Lê sơ.

### Thân thế và sự nghiệp
- Ông là người xã Thần Đầu, huyện Kỳ Hoa, phủ Hà Hoa, xứ Nghệ An, nay là xã Kỳ Phương, huyện Kỳ Anh, tỉnh Hà Tĩnh.
- Ông đỗ đầu kỳ thi đình khoa Mậu Tuất (1478) và được vua phê chuẩn danh hiệu: "Đệ nhất giáp tiến sĩ, cập đệ đệ nhị danh" tức Đình nguyên Bảng nhãn, cùng với Trần Bích Hoành, Lê Linh (đỗ đệ nhất giáp tiến sĩ cập đệ đệ tam danh),...
- Ông làm quan đến chức Tả thị lang bộ lễ kiêm Đông các Đại học sỹ.
- Năm 60 tuổi trí sỹ, về quê mở trường dạy học, lấy hiệu là Hoành Sơn (còn gọi là Lãm Sơn) Tiên Sinh.
- Mất 82 tuổi, được truy tặng Thượng thư. Dân làng đặt mộ ông dưới chân núi Hoành Sơn, lập đền thờ ở Thần Đầu. Trước tác của ông còn lưu lại một số bài thơ chép trong sách: Toàn Việt thị lục và Văn Minh cổ xuý
- Ngày nay tại xã Kỳ Phương, quê hương ông có đền thờ hai anh em Lê Quảng Chí và Lê Quảng Ý (Còn được gọi là đền Thánh Trạng) và đã được Bộ Văn hóa- Thông tin xếp hạng di tích Lịch sử - văn hóa cấp quốc gia.
- Hằng năm trước các kỳ thi học sinh giỏi, tốt nghiệp, tuyển sinh hay Đại học Cao đẳng tất cả các học sinh và phụ huynh học sinh đều hướng về đền để thắp hương cầu mong đỗ đạt cao. Xã Kỳ phương lấy ngày 02 tháng 06 (Âm lịch) hàng năm làm ngày giỗ của Ông Lê Quảng Ý và ngày 12 tháng 12 (Âm lịch) hàng năm làm ngày giỗ của Ông Lê Quảng Chí